# Vultureni
Vultureni est une commune de Transylvanie, en Roumanie, dans le județ de Cluj. Elle est composée des villages de Vultureni, Băbuțiu, Bădești, Chidea, Făureni, Șoimeni.